# السدرة (رصد)

تعديل مصدري - تعديل

السدرة هي إحدى قرى عزلة القارة بمديرية رصد التابعة لمحافظة أبين، بلغ تعداد سكانها 83 نسمة حسب تعداد اليمن لعام 2004.